# Olavi J. Mattila

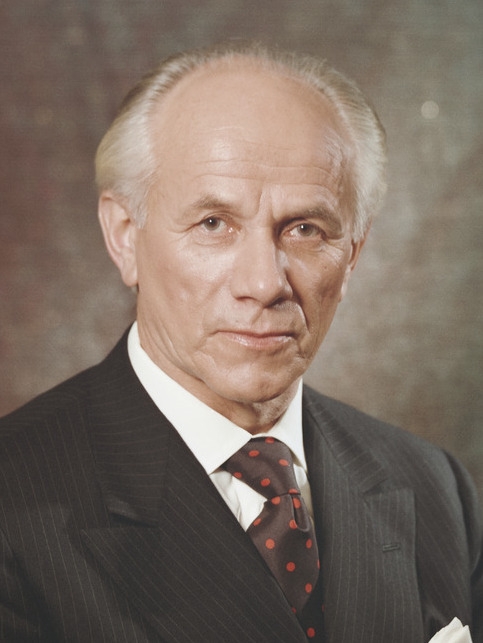
Olavi Mattila (1975)

Olavi Johannes Mattila (* 24. Oktober 1918 in Hyvinkää; † 4. August 2013 ebenda) war ein finnischer Diplomat, Wirtschaftsmanager und parteiloser Politiker, der unter anderem zwischen 1971 und 1972 und erneut 1975 Außenminister und 1975 auch stellvertretender Ministerpräsident war.

## Leben
Olavi Johannes Mattila besuchte die Gemeinschaftsschule in Järvenpää und war für den Sportverein Tampereen Pyrintö als Teilnehmer der Laufwettbewerbe für die Olympischen Sommerspiele 1940 in Tokio, die kriegsbedingt abgesagt wurden, vorgesehen. Während des Zweiten Weltkrieges war er Absolvent der Reserveoffiziersschule und wurde beim Grenzschutz (Rajavartiolaitos) eingesetzt. Trotz des Krieges nahm er an sportlichen Wettkämpfen teil und wurde er 1943 und 1945 mit der Mannschaft Meister in der 4-mal-100-Meter-Staffel sowie 1945 finnischer Meister im 200-Meter-Hürdenlauf. Er absolvierte ein Studium der Ingenieurwissenschaften, welches er 1946 als Diplom-Ingenieur beendete. Ein darauf folgendes Studium der Fächer Betriebswirtschaftslehre und Management schloss er 1950 mit einem Master of Business Administration (MBA) ab. Im Anschluss trat er in den diplomatischen Dienst und war zunächst bis 1957 an der Handelsvertretung in der Volksrepublik China tätig sowie im Anschluss zwischen 1957 und 1960 Mitarbeiter der Handelsvertretung in Argentinien. Nach seiner Rückkehr fungierte er von 1960 bis 1965 Leiter der Handelsabteilung des Ministeriums für Handel und Industrie.
Am 1. November 1963 wurde Mattila in das Kabinett Karjalainen I berufen und bekleidete bis zum 18. Dezember 1963 die Posten als Minister im Büro des Ministerpräsidenten (Ministeri valtioneuvoston kansliassa) sowie als Minister im Außenministerium (Ministeri ulkoasiainministeriössä) und war damit kurzzeitig ein enger Mitarbeiter von Ministerpräsident Ahti Karjalainen und von Außenminister Veli Merikoski. Im darauf folgenden Kabinett Lehto war er zwischen dem 18. Dezember 1963 und dem 12. September 1964 zum einen Minister für Handel und Industrie (Kauppa- ja teollisuusministeri) sowie zum anderen als Minister im Außenministerium enger Mitarbeiter des nunmehrigen Außenministers Jaakko Hallama.

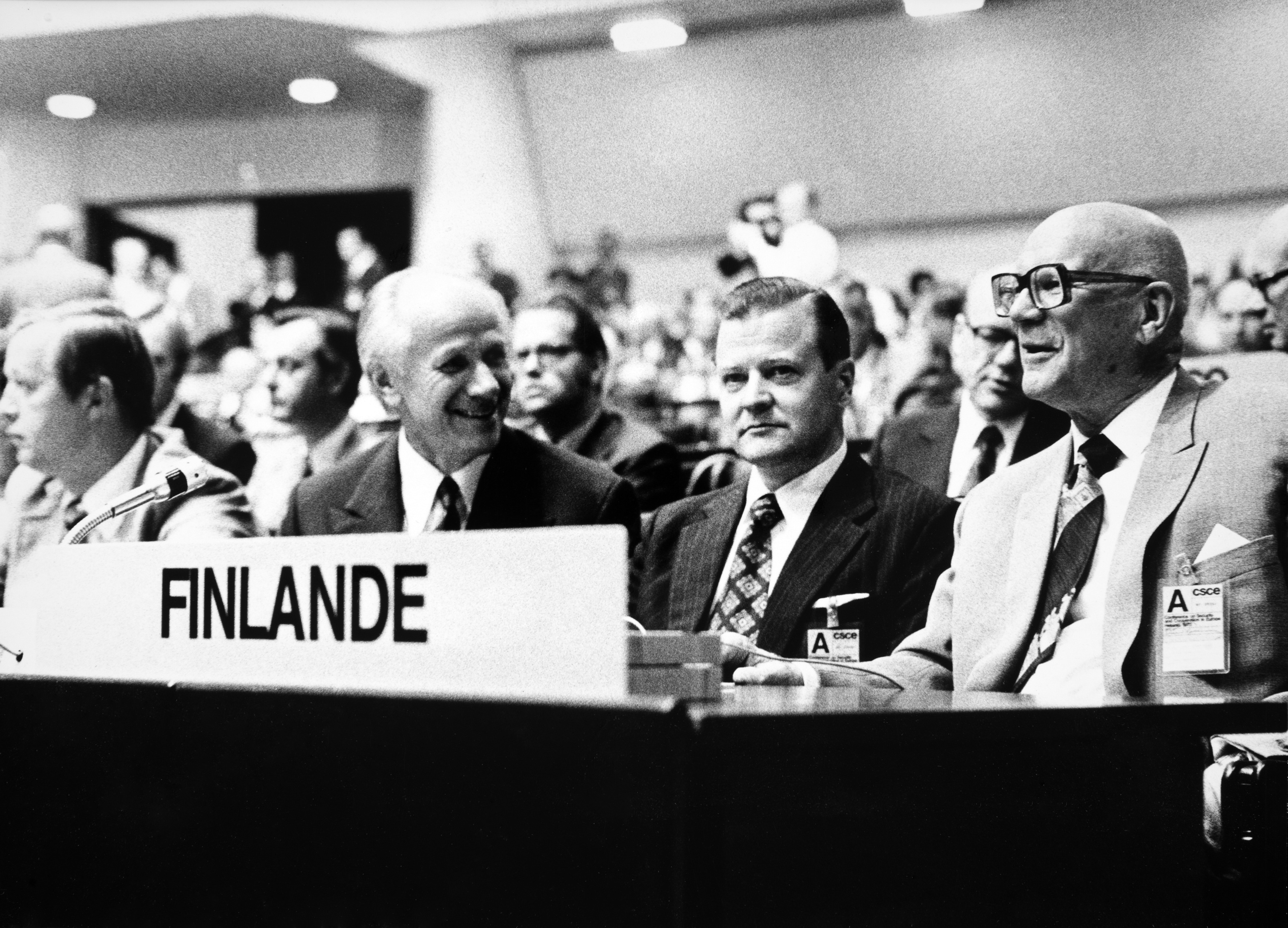
Außenminister Mattila (3. v. r.) mit Ministerpräsident Keijo Liinamaa (2.v.r.) und Staatspräsident Urho Kekkonen (rechts) bei der KSZE-Konferenz in Helsinki (1975).

Nachdem Olavi Mattila 1965 als Beamter aus dem Ministeriums für Handel und Industrie ausgeschieden war, wurde er 1965 Chief Executive Officer (CEO) des Staatsunternehmens Valmet Oy und bekleidete diesen Posten bis 1981. Für seine Verdienste wurde ihm 1968 der Ehrentitel Sondergesandter und bevollmächtigter Minister verliehen. Am 14. Mai 1970 wurde er als Minister für Handel und Industrie in das Kabinett Aura I berufen und hatte dieses Ministeramt bis zum 15. Juli 1970 inne. Im Kabinett Karjalainen II war er zwischen dem 16. September 1970 und dem 29. Oktober 1971 erneut Minister im Büro des Ministerpräsidenten sowie Minister im Außenministerium und damit abermals enger Mitarbeiter von Ministerpräsident Karjalainen sowie von Außenminister Väinö Leskinen. Des Weiteren war er in Personalunion als Minister im Ministerium für Handel und Industrie einer der engsten Mitarbeiter des Ministers für Handel und Industrie Arne Berner.
Am 29. Oktober 1971 übernahm Mattila im Kabinett Aura II erstmals das Amt des Außenministers (Ulkoasiainministeri) und behielt diesen Posten bis zum 23. Februar 1972. 1973 wurde er Vorstandsvorsitzender des Staatsunternehmens Valmet sowie des Staatsunternehmens Enso-Gutzeit Oy und bekleidete beide Funktionen bis 1981. Am 13. Juni 1975 wurde er im Kabinett Liinamaa stellvertretender Ministerpräsident (Pääministerin sijainen) sowie zugleich wieder Außenminister und hatte diese Ämter bis zum 30. November 1975 inne. Nach seiner Pensionierung ließ er sich in der Schweiz nieder, wurde jedoch von nigerianischen Betrügern ausgebeutet und wurde in diesem Zusammenhang in Finnland zu einer Bewährungsstrafe verurteilt.
Aus seiner 1956 geschlossenen Ehe mit Ebba Sylvia Annikki Vestinen (1925–2004) gingen die drei Kinder Juhas (* 1957), Ollie (* 1959) und Anna (* 1961) hervor.